# Jacques Charles

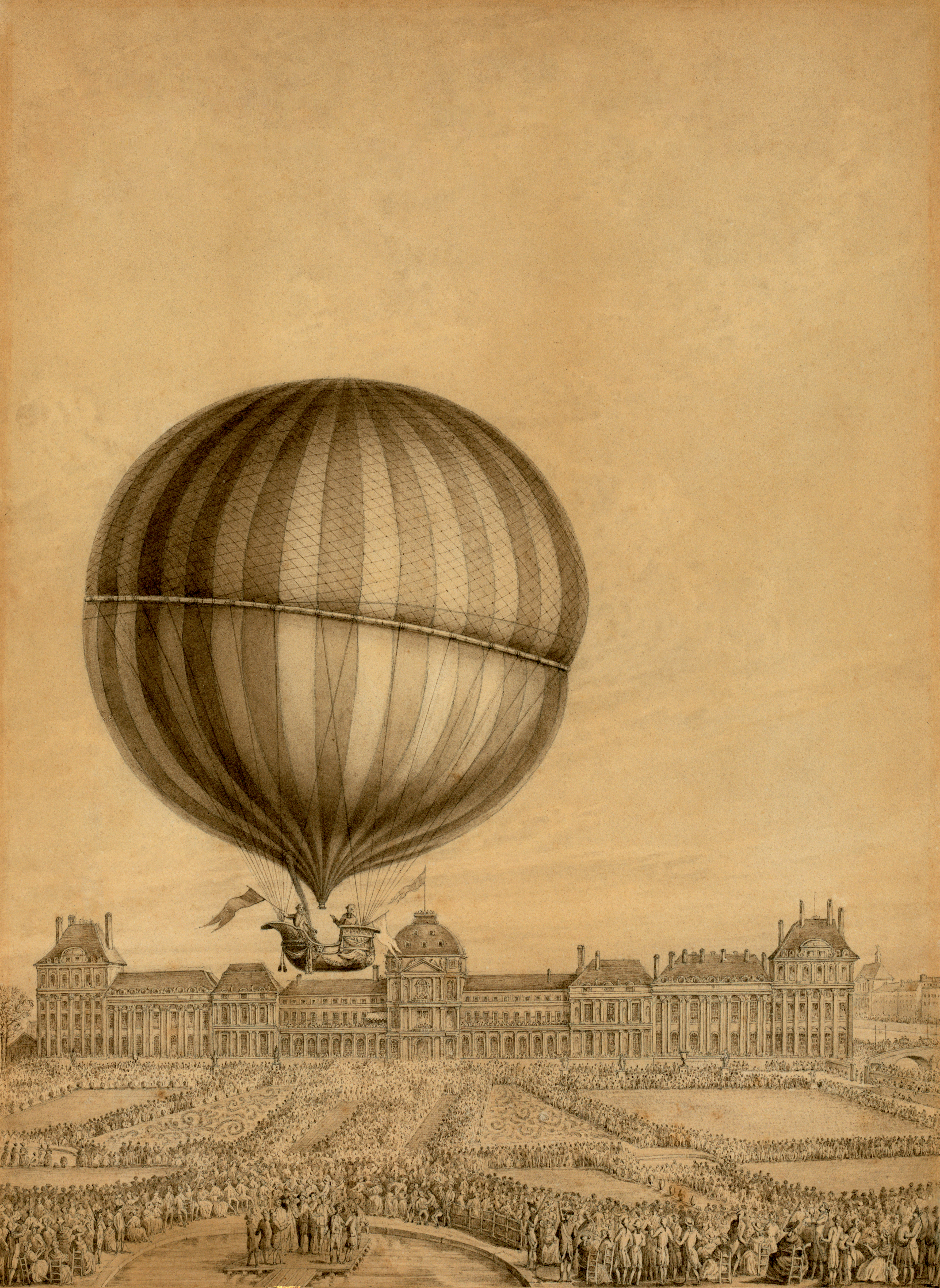
De "Charlière" stijgt op vanuit de tuin van de Tuilerieën op 1 december 1783

Jacques Alexandre César Charles (Beaugency, 12 november 1746 – Parijs, 7 april 1823) was een Frans natuur- en werktuigbouwkundige en in 1783 de eerste ballonvaarder die een solovlucht maakte.

## Biografie
Charles begon als klerk op het ministerie van financiën, maar legde zich toe op de wetenschap. Bij zijn experimenten met elektriciteit, kreeg hij hulp van Benjamin Franklin. Charles experimenteerde daarnaast met waterstof naar aanleiding van de beweringen van Henry Cavendish, die met zeepbellen experimenteerde.

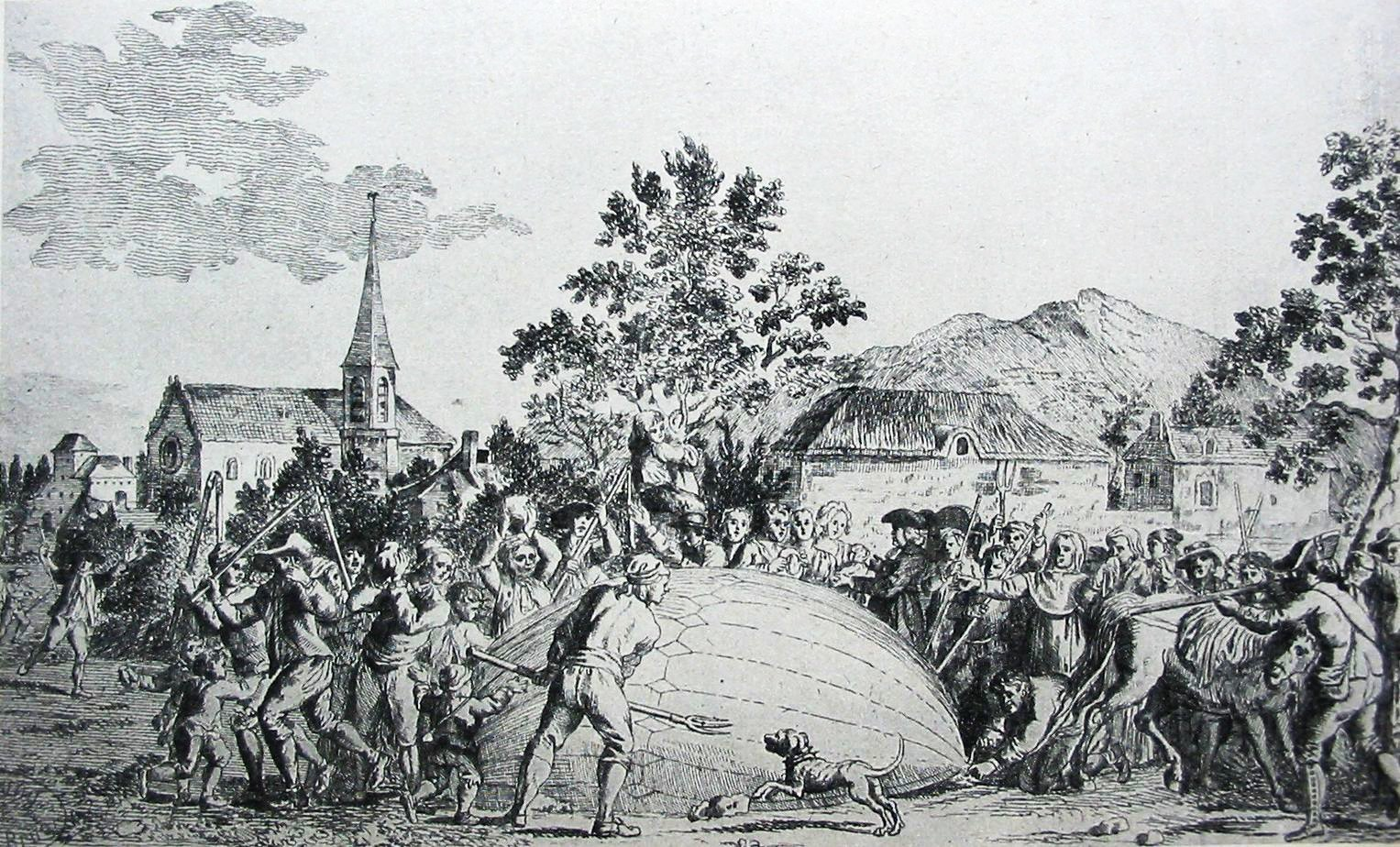
De eerste waterstofballon wordt op 27 augustus 1783 vernield door de bewoners van Gonesse.

In 1783 stelde Charles vast dat waterstof veertien keer lichter is dan lucht en fabriceerde, gefinancierd door de Academie van Wetenschappen, een ballon van versterkte zijde, bedekt met rubber. Op 27 augustus 1783 is op het Champ-de-Mars in Parijs een geslaagde poging gedaan de ballon te vullen. Zeventien uur later was de ballon met een doorsnee van vier meter gevuld met waterstof, geproduceerd door ijzervijlsel en vitriool in tonnen met elkaar in contact te brengen. Het experiment was gebaseerd op de ontdekkingen van Joseph Priestley en Barthélemy Faujas de Saint-Fond. De ballon werd uiteindelijk opgelaten en steeg op tot 914 meter. Deze kwam 21 kilometer naar het noordoosten neer in het dorpje Gonesse; de plaatselijke bevolking schrok natuurlijk van zoiets totaal onbekends en vernielde de ballon onmiddellijk.
Charles is het bekendst van zijn vlucht in een waterstofballon, genaamd de "Charlière", tien dagen nadat de gebroeders Montgolfier hun eerste bemande vlucht lieten uitvoeren. Op 1 december 1783, 's middags om twee uur, was het 4° C. Toegejuicht door ruim 200.000 toeschouwers stegen de ballonvaarders Charles en Marie-Noël Robert op vanuit een laan in de Tuilerieën van Parijs. In de rieten mand gingen champagne en wollen dekens mee. De vlucht duurde twee uur; er heerste een vinnige kou, maar er stond nauwelijks wind. Ze stegen tot 1.800 voet (550 m) en landden negen mijl buiten Parijs. Charles' medepassagier stapte uit en toen de boeren, die het gevaarte vasthielden, loslieten, steeg prof Charles in zijn eentje in tien minuten op naar een hoogte van 3.000 meter. Hij kreeg pijn in zijn oren, werd bang, maar genoot van het avondlicht en kwam - zoals afgesproken - na 35 minuten weer naar beneden. Charles was zodoende de eerste mens die de zon twee keer zag ondergaan, maar maakte nooit weer een vlucht.
Charles werd benoemd als lid van de Academie van Wetenschappen en ontwikkelde diverse apparaten, zoals een hydrometer en goniometer. Hij verbeterde de heliostaat van Willem Jacob 's Gravesande en aerometer van Fahrenheit. Op theoretisch gebied ontdekte hij nog vóór Louis Gay-Lussac een samenhang tussen temperatuur en volume van gassen.
De wet van Charles, ook wel de eerste wet van Gay-Lussac genoemd, zegt dat het volume van een gegeven hoeveelheid gas bij constante druk recht evenredig is met de absolute temperatuur.

## Volumewet (gaswet bij constante druk)
Deze wet is in verschillende landen en in verschillende leerboeken bekend onder verschillende namen, zoals de eerste wet van Gay-Lussac en de wet van Charles.
De wet beschrijft het gedrag van ideale gassen bij constante druk:
{\displaystyle {\frac {V}{T}}={\textrm {constant}}}
Hierin is V het volume en T de temperatuur van het gas.
Deze wet stelt dat bij een constante hoeveelheid gas en een constante druk het volume van een gas recht evenredig is met de temperatuur ervan.
Deze wet wordt zowel genoemd naar Louis Joseph Gay-Lussac als Jacques Charles. Gay-Lussac publiceerde hem in 1802, maar verwees daarbij naar werk van omstreeks 1787 van Charles.
Voorbeeld: boven een warm voorwerp (verwarmingsradiator, gloeilamp, brandende kaars) wordt de lucht warm. Doordat deze verwarmde lucht niet in een vast volume is opgesloten, kan hij vrij uitzetten. De druk blijft daardoor hetzelfde. Maar het volume is groter geworden, zodat de dichtheid (de soortelijke massa) door de uitzetting kleiner is geworden. De warme lucht is daardoor lichter dan de omringende lucht en zal dus een opwaartse kracht ondervinden volgens de wet van Archimedes. Inderdaad ontstaat er een opwaartse luchtstroom.

## Wetenswaardigheid
In 1976 noemde de IAU een maankrater met een diameter van 1 kilometer naar Charles.
- Bibliothèque nationale de France: cb122142595 (data)
- Gemeinsame Normdatei: 116492015
- International Standard Name Identifier: 0000 0000 4092 3417
- Library of Congress Control Number: n2004115624
- Nationale Bibliotheek van Tsjechië: ntk20221158139
- Nederlandse Thesaurus van Auteursnamen: 412537346
- SNAC: w6pg3hm8
- Système universitaire de documentation: 167759175
- Virtual International Authority File: 36967551
- WorldCat: E39PBJfGXfyvbDWHJTYVQrCJDq